# Игра престолов (саундтрек)
Game of Thrones — саундтрек к американскому сериалу канала HBO Игра престолов. Над ним работал немецкий композитор Рамин Джавади, пластинка к первому сезону была выпущена лейблом Varèse Sarabande в июне 2011 года. Музыка альбома инструментальная, кроме этого есть заглавная тема сериала — Main Title.

## Создание и релиз
Сперва над саундтреком Игры престолов должен был работать Стивен Варбек, но 2 февраля 2011 года он покинул проект. Его заменил Рамин Джавади.
Альбом вместе с цифровым буклетом появился в iTunes 14 июня 2011 года. Релиз компакт диска состоялся 28 июня.

## Рецензии
Ричард Бакстон из Tracksounds написал смешанный обзор, охарактеризовав альбом «героической попыткой» Джавади, но раскритиковал заглавную тему, не удовлетворившую ожиданиям.
Основная тема вызвала поток кавер-версий, о чём сообщает TV.com. Сюда входит версия для скрипки Джейсона Янга и «8-битный» ремикс в духе старых видеоигр.

## Список композиций

### Сезон 1
Вся музыка написана Рамином Джавади.
| №                   | Название                              | Длительность |
| ------------------- | ------------------------------------- | ------------ |
| 1.                  | «Main Title»                          | 1:46         |
| 2.                  | «North of the Wall»                   | 3:48         |
| 3.                  | «Goodbye Brother»                     | 3:07         |
| 4.                  | «The Kingsroad»                       | 2:06         |
| 5.                  | «The King's Arrival»                  | 3:34         |
| 6.                  | «Love in the Eyes»                    | 4:00         |
| 7.                  | «A Raven from King's Landing»         | 1:16         |
| 8.                  | «The Wall»                            | 2:00         |
| 9.                  | «Things I do for Love»                | 1:52         |
| 10.                 | «A Golden Crown»                      | 1:38         |
| 11.                 | «Winter Is Coming»                    | 2:41         |
| 12.                 | «A Bird Without Feathers»             | 2:01         |
| 13.                 | «Await the King's Justice»            | 2:00         |
| 14.                 | «You'll Be Queen One Day»             | 1:35         |
| 15.                 | «The Assassin's Dagger»               | 1:19         |
| 16.                 | «To Vaes Dothrak»                     | 1:28         |
| 17.                 | «Jon's Honor»                         | 2:35         |
| 18.                 | «Black of Hair»                       | 1:40         |
| 19.                 | «You Win Or You Die»                  | 1:57         |
| 20.                 | «Small Pack of Wolves»                | 1:57         |
| 21.                 | «Game of Thrones»                     | 1:18         |
| 22.                 | «Kill Them All»                       | 2:35         |
| 23.                 | «The Pointy End»                      | 3:17         |
| 24.                 | «Victory Does Not Make Us Conquerors» | 1:36         |
| 25.                 | «When the Sun Rises in The West»      | 2:40         |
| 26.                 | «King of the North»                   | 1:28         |
| 27.                 | «The Night's Watch»                   | 1:44         |
| 28.                 | «Fire and Blood»                      | 4:30         |
| 29.                 | «Finale»                              | 2:31         |
| Общая длительность: | Общая длительность:                   | 66 мин.      |

### Сезон 2
Вся музыка написана Рамином Джавади.
| №                   | Название                                             | Длительность |
| ------------------- | ---------------------------------------------------- | ------------ |
| 1.                  | «Main Title»                                         | 1:46         |
| 2.                  | «The Throne Is Mine»                                 | 3:15         |
| 3.                  | «What Is Dead May Never Die»                         | 2:06         |
| 4.                  | «Warrior of Light»                                   | 3:03         |
| 5.                  | «Valar Morghulis»                                    | 2:59         |
| 6.                  | «Winterfell»                                         | 2:42         |
| 7.                  | «Qarth»                                              | 2:11         |
| 8.                  | «Wildfire»                                           | 3:39         |
| 9.                  | «I Am Hers, She Is Mine»                             | 2:17         |
| 10.                 | «Pyat Pree»                                          | 2:12         |
| 11.                 | «Don't Die with a Clean Sword»                       | 3:22         |
| 12.                 | «We Are the Watchers on the Wall»                    | 2:37         |
| 13.                 | «Pay the Iron Price»                                 | 2:32         |
| 14.                 | «One More Drink Before the War»                      | 2:05         |
| 15.                 | «House of the Undying»                               | 5:02         |
| 16.                 | «Stand and Fight»                                    | 2:04         |
| 17.                 | «The Old Gods and the New»                           | 2:38         |
| 18.                 | «Mother of Dragons»                                  | 2:34         |
| 19.                 | «I Will Keep You Safe»                               | 2:17         |
| 20.                 | «The Rains of Castamere» (в исполнении The National) | 2:23         |
| 21.                 | «Three Blasts»                                       | 2:40         |
| Общая длительность: | Общая длительность:                                  | 56:46        |

### Сезон 3
Вся музыка написана Рамином Джавади.
| №                   | Название                                                       | Длительность |
| ------------------- | -------------------------------------------------------------- | ------------ |
| 1.                  | «Main Title»                                                   | 1:44         |
| 2.                  | «A Lannister Always Pays His Debts»                            | 2:51         |
| 3.                  | «Dracarys»                                                     | 2:53         |
| 4.                  | «I Paid the Iron Price»                                        | 3:16         |
| 5.                  | «Chaos Is a Ladder»                                            | 2:58         |
| 6.                  | «Dark Wings, Dark Words»                                       | 2:48         |
| 7.                  | «You Know Nothing»                                             | 3:20         |
| 8.                  | «Wall of Ice»                                                  | 3:20         |
| 9.                  | «Kingslayer»                                                   | 2:11         |
| 10.                 | «I Have To Go North»                                           | 1:23         |
| 11.                 | «White Walkers»                                                | 3:21         |
| 12.                 | «It’s Always Summer Under the Sea» (в исполнении Керри Инграм) | 1:18         |
| 13.                 | «Reek»                                                         | 2:42         |
| 14.                 | «The Bear and the Maiden Fair» (в исполнении The Hold Steady)  | 2:56         |
| 15.                 | «The Night Is Dark»                                            | 2:56         |
| 16.                 | «The Lannisters Send Their Regards»                            | 5:44         |
| 17.                 | «Heir To Winterfell»                                           | 2:14         |
| 18.                 | «Mhysa»                                                        | 3:55         |
| 19.                 | «For the Realm»                                                | 1:31         |
| Общая длительность: | Общая длительность:                                            | 53:21        |

### Сезон 4
Вся музыка написана Рамином Джавади.
| №                   | Название                                          | Длительность |
| ------------------- | ------------------------------------------------- | ------------ |
| 1.                  | «Main Title»                                      | 1:43         |
| 2.                  | «The Rains Of Castamere» (в исполнении Sigur Rós) | 2:42         |
| 3.                  | «Breaker Of Chains»                               | 4:05         |
| 4.                  | «Watchers On The Wall»                            | 2:11         |
| 5.                  | «I'm Sorry For Today»                             | 2:09         |
| 6.                  | «Thenns»                                          | 1:43         |
| 7.                  | «Mereen»                                          | 2:53         |
| 8.                  | «First Of His Name»                               | 3:52         |
| 9.                  | «The Biggest Fire The North Has Ever Seen»        | 1:56         |
| 10.                 | «Three Eyed Raven»                                | 3:58         |
| 11.                 | «Two Swords»                                      | 1:50         |
| 12.                 | «Oathkeeper»                                      | 4:31         |
| 13.                 | «You Are No Son Of Mine»                          | 4:29         |
| 14.                 | «The North Remembers»                             | 2:33         |
| 15.                 | «Let's Kill Some Crows»                           | 3:36         |
| 16.                 | «Craster's Keep»                                  | 2:06         |
| 17.                 | «The Real North»                                  | 2:03         |
| 18.                 | «Forgive Me»                                      | 2:31         |
| 19.                 | «He Is Lost»                                      | 3:37         |
| 20.                 | «I Only See What Matters»                         | 1:25         |
| 21.                 | «Take Charge Of Your Life»                        | 2:05         |
| 22.                 | «The Children»                                    | 2:41         |
| Общая длительность: | Общая длительность:                               | 1:00:49      |

### Сезон 5
Альбом к пятому сезону был выпущен в цифровом варианте 9 июня 2015 года, а на компакт-диске — 17 июля 2015 года.
| №   | Название                   | Ключевые сцены / Примечания | Длительность |
| --- | -------------------------- | --- | ------------ |
| 1.  | «Main Title»               | Звучит во время вступительной заставки. | 1:45         |
| 2.  | «Blood of the Dragon»      | Используется в заключительных титрах эпизодов "Чёрно-Белый Дом" и "Танец драконов". Вариация "Breaker of Chains", объединенная с треком "Finale" из первого сезона. | 1:33         |
| 3.  | «House of Black and White» | Используется в различных сценах с Арьей Старк в эпизоде "Чёрно-Белый Дом". Первая часть трека это вариация начального фрагмента трека "Winter is Coming" из первого сезона. | 5:08         |
| 4.  | «Jaws of the Viper»        | "Чёрно-Белый Дом": Джейме и Серсея получают ожерелье в пасти статуэтки змеи. "Танец драконов": Эллария клянётся в верности Дорану. "Милосердие Матери": Мирцелла признаётся в том, что она знает, что Джейме её настоящий отец, и что она рада за него и Серсею. Однако, у неё неожиданно начинает идти кровь из носа, она падает, и выясняется, что Эллария тайно отравила её поцелуем.       | 2:31         |
| 5.  | «Hardhome, Pt. 1»          | "Суровый Дом": Белые Ходоки устраивают засаду на Суровый Дом. Содержит мелодии из треков "Three Blasts" и "Let's Kill Some Crows", а также вариации главной темы. | 5:06         |
| 6.  | «Hardhome, Pt. 2»          | "Суровый Дом": Используется в битве при Суровом Доме. Содержит легкие вариации треков "Warrior of Light", "Three Blasts" и "North of the Wall". | 4:31         |
| 7.  | «Mother's Mercy»           | "Милосердие Матери": Серсею раздевают, коротко стригут и заставляют идти обнажённой весь путь от Великой Септы Бейелора до Красного Замка. Вариация на тему Ланнистеров. | 2:14         |
| 8.  | «Kill the Boy»             | "Его Воробейшество": Джон Сноу казнит Яноса Слинта за неповиновение. Это ускоренная вариация трека "Pay the Iron Price" и темы Ночного Дозора. Название трека совпадает с названием пятого эпизода, в котором мейстер Эймон сообщает Джону Сноу: "Убей мальчишку и дай родиться мужчине". | 2:07         |
| 9.  | «Dance of Dragons»         | "Танец драконов": Дрогон спасает от Сынов Гарпии Дейенерис и её союзников, окруженных в центре бойцовой ямы и взмывает в небо с Дейенерис на спине. Трек содержит различные вариации "Dracarys" и "Breaker of Chains" из третьего и четвертого эпизодов. | 3:08         |
| 10. | «Kneel for No Man»         | "Грядущие войны": Станнис Баратеон помещает Манса Налётчика на костёр. Но Джон Сноу пускает в Манса стрелу, дав тому быстро умереть. Содержит медленное исполнение трека "Warrior of Light". | 4:45         |
| 11. | «High Sparrow»             | Используется на протяжении всего сезона в различных сценах с Его Воробейшеством и его последователями. | 3:23         |
| 12. | «Before the Old Gods»      | "Непокорные, несгибаемые, несломленные": Санса выходит замуж за Рамси Болтона. Трек построен на основе медленной вариации свадебной темы "I Am Hers, She Is Mine" второго сезона. | 2:37         |
| 13. | «Atonement»                | "Грядущие войны": Серсея и Джейме прибывают в Септу Бейелора, чтобы почтить память своего покойного отца Тайвина Ланнистера. Это скорбная вариация темы "Rains of Castamere". | 2:54         |
| 14. | «I Dreamt I Was Old»       | "Дар": Мейстер Эймон умирает, и утром, Сэм произносит надгробную речь, перечисляя заслуги покойного перед тем, как зажечь его погребальный костёр. Содержит печальную вариацию темы Ночного Дозора, а также фрагменты темы Дома Грейджои ("What Is Dead May Never Die"). Название трека состоит из слов, произнесенных перед своей смертью, мейстера Эймона: "Эгг. Мне снилось... Что я стар." | 2:16         |
| 15. | «The Wars to Come»         | "Милосердие Матери": Санса пытается сбежать, Станнис готовится к сражению с армией Болтона за Винтерфелл. Первая часть является печальным исполнением темы Дома Старков. Вторая - вариация темы Станниса ("Warrior of Light"). | 4:48         |
| 16. | «Forgive Me»               | "Танец драконов": Ширен в сопровождении рыцарей ведут к приготовленному для неё костру, где девочку уже ждёт Мелисандра. "Милосердие Матери": Мелисандра возвращается в Чёрный замок. Содержит много вариаций трека "Warrior of Light". Название трека содержит слова Станниса Баратеона, произнесенные им перед смертью Ширен.                                                                | 3:17         |
| 17. | «Son of the Harpy»         | "Сыны Гарпии": Сыны Гарпии сражаются с Безупречными и телохранителями Дейенерис. "Танец драконов": Сыны Гарпии атакуют Дейенерис и жителей Миэрина в Яме Дазнака. Трек содержит тему Сынов Гарпии, а также намеки и вариации темы Дейенерис ("Mhysa"). | 5:17         |
| 18. | «Throne for the Game»      | Не используется в сериале. Мужской вокал исполняет заглавную тему. | 1:20         |

### Сезон 6
| №   | Название                                  | Момент                                | Длительность |
| --- | ----------------------------------------- | ------------------------------------- | ------------ |
| 1.  | «Main Title»                              | Используется во вступительных титрах. | 1:51         |
| 2.  | «Blood of My Blood»                       |                                       | 3:35         |
| 3.  | «Light of the Seven»                      |                                       | 9:49         |
| 4.  | «Needle»                                  |                                       | 2:56         |
| 5.  | «Coronation»                              |                                       | 1:46         |
| 6.  | «Feed the Hounds»                         |                                       | 3:08         |
| 7.  | «My Watch Has Ended»                      |                                       | 2:53         |
| 8.  | «The Red Woman»                           |                                       | 3:17         |
| 9.  | «Hold the Door»                           |                                       | 7:21         |
| 10. | «Khaleesi»                                |                                       | 3:05         |
| 11. | «Maester»                                 |                                       | 2:52         |
| 12. | «A Painless Death»                        |                                       | 3:22         |
| 13. | «Reign»                                   |                                       | 3:16         |
| 14. | «Let's Play a Game»                       |                                       | 5:51         |
| 15. | «Bastard»                                 |                                       | 5:05         |
| 16. | «Trust Each Other»                        |                                       | 3:09         |
| 17. | «Winter Has Come»                         |                                       | 3:14         |
| 18. | «Hear Me Roar»                            |                                       | 2:16         |
| 19. | «The Winds of Winter»                     |                                       | 3:29         |
| 20. | «Lord of Light» (bonus track)             |                                       | 4:16         |
| 21. | «Service of the Gods» (bonus track)       |                                       | 2:48         |
| 22. | «I Need You by My Side» (bonus track)     |                                       | 2:36         |
| 23. | «The Tower» (bonus track)                 |                                       | 2:33         |
| 24. | «Unbowed, Unbent, Unbroken» (bonus track) |                                       | 1:44         |
| 25. | «I Choose Violence» (bonus track)         |                                       | 1:48         |
| 26. | «Hodor» (bonus track)                     |                                       | 2:24         |